# 김정미 (성우)
김정미(1951년 3월 12일 ~ )는 대한민국의 성우이다. 1970년 DBS에 입사했으며, 언론통폐합으로 현재는 KBS 12기로 분류된다. 한국방송 성우극회 소속.

## 주요 출연작품

### 애니메이션
- 데블 파이터 (KBS) - 왕웅
- 무적캡틴 사우루스 (KBS) - 우람
- 신밧드의 모험 (KBS)
- 원피스 (KBS) - 타이슨
- 은하수비대 (SBS)

### 영화
- 고인돌 가족 플린스톤 2 (KBS)
- 공주는 못말려 (SBS) - 시녀(올가 스미드토바)
- 그들만의 리그 (KBS) - 커스버트(폴린 브레일스포드)
- 까미유 끌로델 (SBS)
- 내 마음의 수호천사 (KBS) - 선생님
- 내일을 향해 쏴라 (KBS) - 애터 (캐서린 로스)
- 단테스 피크 (SBS)
- 당신이 잠든 사이에 (KBS) - 밋지(미콜 메르쿠리오)
- 대단한 유혹 (KBS) - 앨런
- 대통령의 연인 (KBS)
- 덤 앤 더머 (SBS) - 헬렌 스완슨 (테리 가)
- 데드라인 (KBS)
- 데이라이트(KBS) - 사라(캐런 영)
- 드러머 (KBS) - 람제
- 딜리버리 (KBS) - 프랑소와즈(잉그리드 드 보스)
- 또다른 탄생 (SBS)
- 랜드 앤 프리덤 (KBS)
- 레옹 (KBS) - 고아원 원장(베티 밀러)
- 마틴 쉰의 유죄추정 (SBS)
- 머더 1600 (KBS)
- 메이드 인 아메리카 (KBS)
- 못 말리는 서스펙트 (KBS) - 스나이더 부인
- 무기여 잘 있거라(KBS) - 캐서린(헬렌 헤이즈)
- 미스 포터 (KBS) - 헬렌 포터 (바바라 플린)
- 버디 (KBS) - 알의 엄마(크리스탈 필드)
- 부귀열차 (SBS)
- 브랜단 & 트루디 (KBS)
- 사막의 천사 제씨 (KBS) - 제씨(리 레믹)
- 사이먼 버치 (KBS) - 리비 부인 (잰 훅스)
- 삼사라 (KBS)
- 선택받은 사람들 (KBS) - 샌더스 부인 (힐디 브룩스)
- 성룡의 홍번구 (KBS)
- 주성치의 성전강호 (SBS)
- 소피 숄의 마지막 날들 (KBS) - 엘제 게벨(요하나 가스트돌프) / 막달레나 숄(페트라 켈링)
- 송 포 유 (KBS) - 수자타(타루 드바니)
- 스타워즈 에피소드 4: 새로운 희망 (KBS) - 루크의 숙모(셸라 프레이저)
- 스피드 2 (KBS) - 관광객(메이 보스)
- 신부와 편견 (KBS) - 엄마(나디라 바브바)
- 씨커 (SBS)
- 아마데우스 (KBS) - 카발리에리 부인(크리스틴 에버솔)
- 아멜리에 (KBS) - 마도 (오랜드 로릴)
- 아버지의 그늘 (KBS)
- 아비정전 (KBS) - 여관주인(소림)
- 아이가 커졌어요 (KBS)
- 애스트로넛 (SBS)
- 엘 시드 (KBS) - 우라카 공주 (제네비에브 페이지)
- 연지구 (KBS)
- 오르페브르 36번가 (KBS) - 헬렌(안 콩시니) / 의사(크리스틴 챈수)
- 용형마교 (SBS) - 아누의 이모(왕래) / 사모(임영)
- 우리도 사랑일까 (KBS) - 루의 엄마(다이앤 다퀼라)
- 울어야 사는 여자 (KBS) - 윌슨 엄마(쉐리 라라)
- 유브 갓 메일 (SBS)
- 잉글리시 브라이드 (KBS) - 베티 (브렌다 프리커)
- 작은 아씨들 (KBS) - 한나 (플로렌스 패터슨)
- 좋은 걸 어떡해 (KBS)
- 줄리아 (KBS)
- 지금은 통화중 (KBS)
- 첫사랑 (KBS)
- 체인 리액션 (SBS)
- 카모메 식당 (KBS) - 식당 손님(마르야타 살린)
- 콜리야 (KBS)
- 쿵푸 허슬 (KBS) - 여주인 (원추)
- 텀블위즈 (KBS)
- 티파니에서 아침을 [1997년 더빙판] (KBS) - 멕(도로시 휘트리)
- 파리의 고갱 (KBS)
- 퍼펙트 머더 (SBS)
- 행복을 파는 기계 (KBS)
- 호랑이와 눈 (KBS) - 까릴라(프란체스카 쿠톨로)
- 호커스 포커스 (KBS) - 위니 프레드 (벳 미들러)
- 화양연화 (KBS)

### 외화
- 로즈 레드(KBS) - 케이(로라 케니)
- 칭기즈칸(KBS) - 후아헤친 외